# キルバーン駅 (アデレード)
キルバーン駅(英語:Kilburn railway station)はサウスオーストラリア州のゴーラー線の駅である。

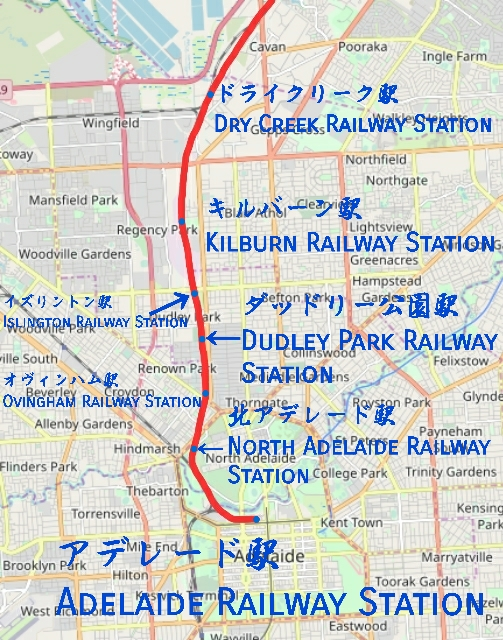
キルバーン駅

ポートアデレードエンフィールド市のキルバーンにある駅で、アデレード駅からは7.7キロメートル (4.8 mi)離れている。

## 歴史
キルバーン駅は1915年に開通した。クリスタルブルックに通ずるオーストラリア基盤整備会社の標準軌の線路がある。

## 周辺

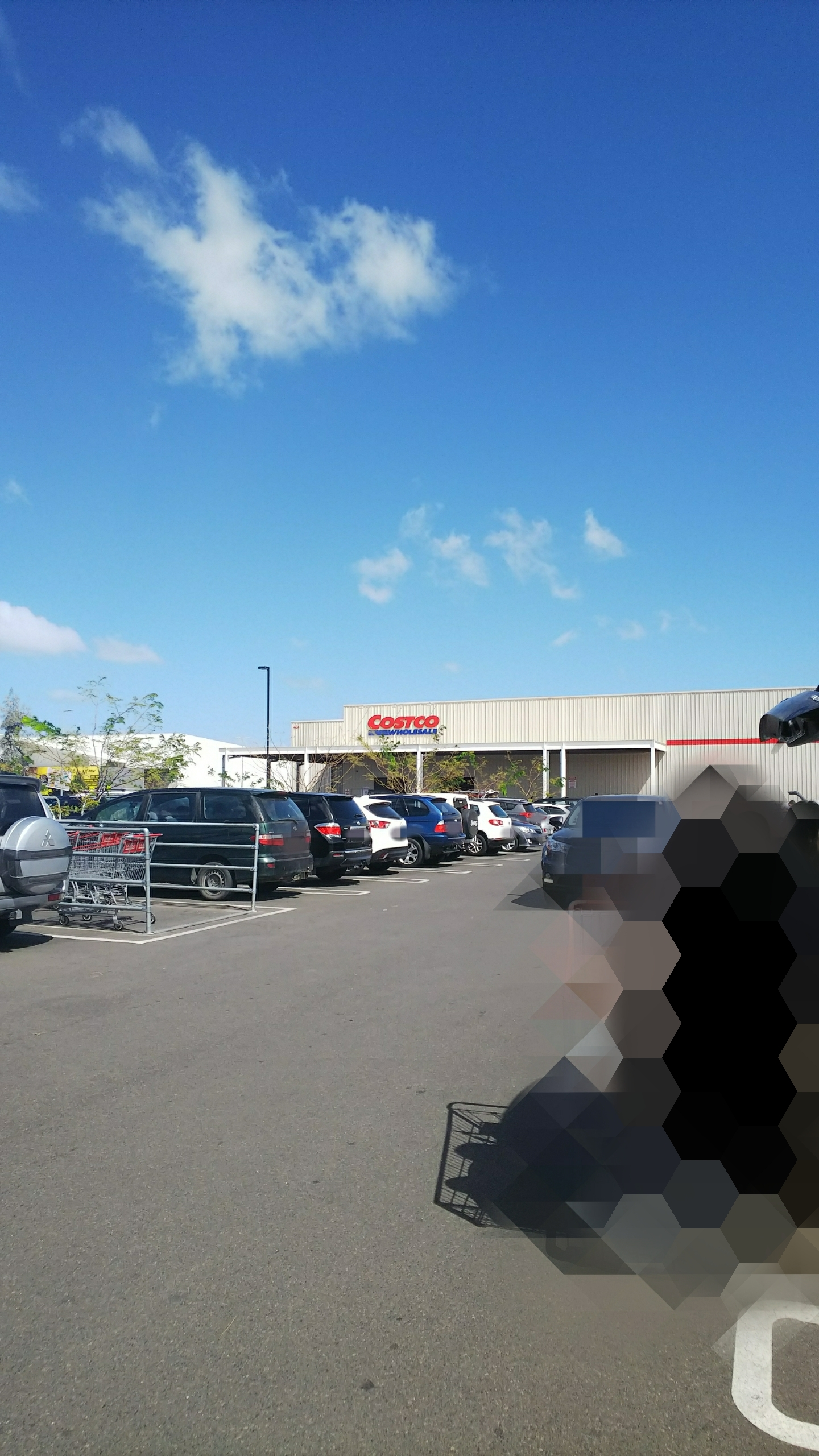
キルバーン駅近くのコストコ

- コストコ (キルバーン駅 南東)

## 行き先
| プラットフォーム | 方向                      |
| ---------------- | ------------------------- |
| 1番線            | ゴーラー駅/ゴーラー中央駅 |
| 2番線            | アデレード駅              |